# فرودگاه آبردین
فرودگاه آبردین (به انگلیسی: Aberdeen Airport) (به زبان بومی: Aberdeen/Dyce Airport) یک فرودگاه همگانی مسافربری با کد یاتا ABZ است که یک باند فرود آسفالت دارد و طول باند آن ۱۹۴۹ متر است. این فرودگاه در شهر ابردین کشور اسکاتلند قرار دارد و در ارتفاع ۶۶ متری از سطح دریا واقع شده‌است.

## شرکت‌های هواپیمایی و مقصدهای پروازی

### مسافری
The following airlines operate regular scheduled and charter flights to and from Aberdeen:
| شرکت‌های هواپیمایی                             | مقصدهای پروازی |
| --------------------------------------------- | --- |
| Aer Lingus Regional اجرا توسط استوبارت ایر    | دوبلین |
| ایربالتیک                                     | فصلی: ریگا |
| ایر فرانس اجرا توسط هاپ!                      | شارل دوگل پاریس |
| بی‌اچ ایر                                      | فصلی: بورگاس |
| بی‌ام‌آی رجیونال                                | بریستول، اسبیرگ، نوریچ، گاردرموئن اسلو |
| بریتیش ایرویز                                 | هیترو لندن |
| بریتیش ایرویز اجرا توسط بی‌ای سیتی‌فلایر        | چارتر فصلی: مالاگا، پالما د مایورکا، رئوس |
| Eastern Airways                               | کاردیف، درم تیز ولی، هامبرساید، لیدز برادفورد، نیوکاسل، نوریچ، ساوت‌همپتون، استورنووی، ویک Non-public charter: سکتستا، سومبرگ                                    |
| ایزی‌جت                                        | گاتویک، لوتن لندن |
| easyJet Switzerland                           | Seasonal: ژنو |
| فلای‌بی                                        | شهری جورج بست بلفاست، بیرمنگام، لندن سی‌تی، هیترو لندن، منچستر فصلی: جرزی، نیوکوئی کورنوال، ساوت‌همپتون                                                           |
| فلای‌بی اجرا توسط Eastern Airways              | کرکوال، سومبرگ (آغاز هردو از ۱ سپتامبر ۲۰۱۷) |
| فلای‌بی اجرا توسط Loganair                     | کرکوال، سومبرگ (پایان هردو در ۳۱ اوت ۲۰۱۷) |
| ایسلندایر اجرا توسط Air Iceland Connect       | کفلاویک |
| کاال‌ام                                        | اسخیپول آمستردام |
| کاال‌ام اجرا توسط کی‌ال‌ام سیتی‌هاپر              | اسخیپول آمستردام |
| Loganair                                      | درم تیز ولی (آغاز از ۱۵ اکتبر ۲۰۱۷)، کرکوال (آغاز از ۱ سپتامبر ۲۰۱۷), نوریچ (آغاز از ۱۵ اکتبر ۲۰۱۷)، سومبرگ (آغاز از ۱ سپتامبر ۲۰۱۷)                            |
| لوفت‌هانزا                                     | فرانکفورت |
| لوفت‌هانزا رجینال اجرا توسط لوفت‌هانزا سیتی‌لاین | فرانکفورت |
| رایان‌ایر                                      | آلیکانته-الچه، مالاگا فصلی: فارو |
| هواپیمایی اسکاندیناوی                         | کپنهاگ، گاردرموئن اسلو، سولا استاوانگر |
| Small Planet Airlines                         | چارتر فصلی: کاتانیا-فونتاناروسا دوبروونیک، ایوالو، فرنسیسکو جسا کارنئیرو، سن پابلو، ورونا                                                                       |
| Thomas Cook Airlines                          | فصلی: پالما د مایورکا |
| Thomson Airways                               | تنریف جنوبی Seasonal: بورگاس (آغاز از ۲۴ مه ۲۰۱۸), کورفو، دالامان، فارو (پایان در ۱۹ اکتبر ۲۰۱۷), گرن کناریا، ایبیزا، پالما د مایورکا، رئوس (آغاز از ۶ مه ۲۰۱۸) |
| ویدروئه                                       | فلسلند برگن، سولا استاوانگر |
| ویز ایر                                       | گدایسک لخ والسا، شوپن ورشو |

### باری
| شرکت‌های هواپیمایی                     | مقصدهای پروازی          |
| ------------------------------------- | ----------------------- |
| پست سلطنتی اجرا توسط Loganair         | ادینبرو، کرکوال، سومبرگ |
| پست سلطنتی اجرا توسط West Atlantic    | ایست میدلند             |
| دی‌اچ‌ال اوییشن اجرا توسط West Atlantic | ایست میدلند             |